# Nospelt
Nospelt (lb. Nouspelt) – wieś w południowo-zachodnim Luksemburgu, w gminie Kehlen, w kantonie Capellen. Do 3 października 2015 leżała w dystrykcie Luksemburg. Wieś zamieszkuje 755 osób.